# Su Friedrich
Su Friedrich (12 de diciembre de  1954, New Haven) es una cineasta vanguardista estadounidense. En su trabajo crea una síntesis entre cine experimental, narrativo y documental con perspectiva feminista. Es una de las creadoras del cine queer. 

## Biografía
Su Friedrich nació el 12 de diciembre de  1954 en New Haven, Connecticut.  Su madre es alemana y se trasladó a los Estados Unidos con el padre de Su Friedrich, quien trabaja en Alemania como soldado en el ejército estadounidense.  Friedrich asistió a la Universidad de Chicago (1971-1972) y al Oberlin College (1972-1975), donde recibió una B. A. en el arte y la historia del arte.
Vive y trabaja en Brooklyn, Nueva York, y es profesora en el Centro de Artes Creativas y Escénicas de la Universidad de Princeton, donde enseña producción de cine y vídeo desde 1998.  Hizo su primera película, Hot Water, en 1978, y produjo y dirigió dieciocho películas y vídeos. 

### Trayectoria profesional
Las películas de Su Friedrich combinan regularmente elementos narrativos, documentales y experimentales del cine y, a menudo  se centran en el papel de la mujer, la familia y la homosexualidad en la América contemporánea.
Desde que comenzó su carrera en la década de 1970, Su Friedrich ha sido una figura destacada del cine de vanguardia y una fuerza fundamental en la creación del cine queer. Su trabajo se radicaliza en su forma cinematográfica y en su contenido al incorporar una perspectiva feminista y sus cuestiones en la identidad lésbica y al crear una síntesis innovadora en el género documental, narrativo y experimental. Sus películas son multilingües, situadas entre lo personal y lo político, entre una película autobiográfica que trata sobre la familia y una investigación sobre las nociones sociales de identidad sexual. Su paleta cinematográfica, que incluye películas nacionales, material de archivo, entrevistas y narrativas con guion, da como resultado un conjunto de obras que continúa influyendo en las nuevas generaciones de cineastas.
Su Friedrich recibe el Alpert Awards in the Arts  y beca de la Fundación Rockefeller y la Fundación John Simon Guggenheim,  así como numerosas subvenciones del New York State Council on the Arts , The New York Foundation for the Arts , Servicio de Televisión Independiente y Fundación Jerome. Sus películas y vídeos se distribuyen ampliamente en Estados Unidos, Canadá y Europa, y son objeto de una retrospectiva en el Museo Whitney de Arte Americano, el Festival Internacional de Cine de Rotterdam, el Stadtkino de Viena, en la Pacific Cinémathèque en Vancouver, en particular en el National Film Theatre de Londres. La obra de Su Friedrich se encuentra en la colección del Museo de Arte Moderno, el Instituto de Arte de Chicago, los Archivos Reales de Cine Belga, el Centro Pompidou de París y la Biblioteca Nacional de Australia. Todos los materiales de sus películas originales se conservan en el Archivo Cinematográfico de la Academia de Artes y Ciencias Cinematográficas de Los Ángeles.

### Premios
- The Odds of Recovery: mejor documental en el Identities Festival de Viena [12]
- Hide and Seek: premio a la mejor película narrativa en el Festival Internacional de Cine de Atenas, mejor documental en el L.A. Outfest 1997 en Los Ángeles, premio del jurado en el Festival de Cine Gay y Lésbico de Nueva York, premio del jurado en el Festival de Cine de Charlotte,[6] [13]
- Sink or Swim: Gran Premio en el Festival de Cine de Melbourne, Festival de Cine de Nueva York, Junta Nacional de Preservación de Cine, Festival Internacional de Cine de Rotterdam,[6][14] Premio Golden Gate en el Festival Internacional de Cine de San Francisco, Premio de Oro del Jurado en el Charlotte Film y Video Festival, Premio Especial del Jurado en el Festival de Cine de Atlanta, Premio a la Mejor Película Experimental en el Festival de Cortometrajes y Vídeo de Estados Unidos [15]
- Damned If You Don't: Premio a la Mejor Película Experimental en el Festival de Cine de Atenas, Premio a la Mejor Narrativa Experimental en el Festival de Cine de Atlanta [16]
- Cool Hands, Warm Heart: Premio Especial al Mérito en el Festival de Cine de Atenas
- Por toda su carrera: Pedro S. Premio Reed a la trayectoria (2000) [17]

## Obras
| Año  | Título                    | Duración | Formato | Sonido |
| ---- | ------------------------- | -------- | ------- | ------ |
| 1978 | Hot Water                 | 12 min   | super-8 | sonoro |
| 1979 | Cool Hands, Warm Heart    | 16 min   | 16 mm   | mudo   |
| 1979 | Scar Tissue               | 6 min    | 16 mm   | mudo   |
| 1980 | I Suggest Mine            | 6 min    | 16 mm   | mudo   |
| 1981 | Gently Down the Stream    | 14 min   | 16 mm   | mudo   |
| 1982 | But No One                | 9 min    | 16 mm   | mudo   |
| 1985 | The Ties That Bind        | 55 min   | 16 mm   | sonoro |
| 1987 | Damned If You Don't       | 42 min   | 16 mm   | sonoro |
| 1990 | Sink or Swim              | 48 min   | 16 mm   | sonoro |
| 1991 | First Comes Love          | 22 min   | 16 mm   | sonoro |
| 1993 | Rules of the Road         | 31 min   | 16 mm   | sonoro |
| 1994 | Lesbian Avengers Eat Fire | 60 min   | vídeo   | sonoro |
| 1996 | Hide and Seek             | 65 min   | 16 mm   | sonoro |
| 1999 | Being Cecilia             | 3 min    | vídeo   | sonoro |
| 2002 | The Odds of Recovery      | 65 min   | 16 mm   | sonoro |
| 2004 | The Head of a Pin         | 21 min   | vídeo   | sonoro |
| 2005 | Seeing Red                | 27 min   | vídeo   | sonoro |
| 2008 | From the Ground Up        | 54 min   | vídeo   | sonoro |
| 2013 | Gut Renovation            | 81 min   | vídeo   | sonoro |